# 麻塘山乡
麻塘山乡，是中华人民共和国湖南省邵陽市隆回县下辖的一个乡镇级行政单位。

## 行政区划
麻塘山乡下辖以下地区：
兴屋场村、八角楼村、尖山村、油溪坪村、学田村、横排村、烟竹坪村、九道坪村、松竹村、青山庙村、桥家湾村和老树下村。